# Yaki-Da
Yaki-Da var en svensk popduo bestående av Marie Knutsen och Linda Schönberg. De fördes samman av Jonas "Joker" Berggren från Ace of Base. Berggren producerade hela deras första album Pride, och skrev alla utom två av låtarna på albumet.  De släppte sitt debutalbum Pride 1994, och singeln I Saw You Dancing från albumet nådde topplistor i Sverige, Norge, och Förenta Staterna, som högst på en sjundeplats i Norge.  
Deras andra album, A Small Step For Love, släpptes 1998. Detta album fick bara begränsad spridning i Europa och Korea. En musikvideo för låten I Believe spelades in på en flygplats i Korea. 
En av de sånger som Jonas Berggren skrev och producerade för Yaki-Da, Show Me Love, spelades senare även av Berggrens eget band, Ace of Base på deras album Da Capo från 2002.

## Diskografi

### Album
- 1995 Pride (SE #37, NO #2)
- 1998 A Small Step for Love

### Singlar
| År   | Single               | Listplacering | Listplacering | Listplacering | Listplacering | Album                 |
| År   | Single               | SE            | NO            | US            | US Dance      | Album                 |
| ---- | -------------------- | ------------- | ------------- | ------------- | ------------- | --------------------- |
| 1995 | "I Saw You Dancing"  | 32            | 7             | 54            | 11            | Pride                 |
| 1995 | "Pride of Africa"    | ―             | ―             | ―             | ―             | Pride                 |
| 1995 | "Show Me Love"       | ―             | 16            | ―             | ―             | Pride                 |
| 1995 | "Deep in the Jungle" | ―             | ―             | ―             | ―             | Pride                 |
| 1998 | "I Believe"          | ―             | ―             | ―             | ―             | A Small Step for Love |